# سامانثا ريفيس
سامانثا ريفيس (بالإنجليزية: Samantha Reeves)‏ هي لاعب كرة مضرب أمريكية، ولدت في 17 يناير 1979 في ريدوود في الولايات المتحدة.

## وصلات خارجية
- سامانثا ريفيس على موقع رابطة محترفات التنس (الإنجليزية)
- سامانثا ريفيس على موقع الاتحاد الدولي لكرة المضرب (الإنجليزية)
- سامانثا ريفيس على موقع خلاصة التنس.كوم (الإنجليزية)